# Acide lignocérique
L'acide lignocérique (du latin lignium "bois" et de cera "cire") ou acide tétracosanoïque (nom systématique) est un acide gras saturé à très longue chaîne (C24:0) de formule chimique CH3–(CH2)22–COOH.
On le trouve dans le goudron, divers cérébrosides (il se rencontre surtout dans les lipides du cerveau), et en petites quantités dans la plupart des graisses saturées. Sa température de fusion est de +84 °C. 
L'huile d'arachide contient une petite fraction d'acide lignocérique parmi ses acides gras (entre 1,1 et 2,2 %). C'est également un sous-produit de la production de lignine.
Il donne le 1-tétracosanol par réduction.